# Río Chipillico
Der Río Chipillico ist ein 135 km langer linker Nebenfluss des Río Chira in der Region Piura im Nordwesten von Peru. Im Oberlauf heißt der Fluss abschnittsweise Río San Pedro und Río Yangas.

## Flusslauf
Der Río Chipillico entspringt in der peruanischen Westkordillere am Cerro Negro auf einer Höhe von etwa 3400 m. Das Quellgebiet befindet sich im Osten des Distrikts Frías in der Provinz Ayabaca. Der Río Chipillico fließt anfangs 50 km in nordnordwestlicher Richtung durch das Bergland. Anschließend wendet sich der Fluss nach Westen. Er durchquert dabei den Osten und Norden des Distrikts Sapillica. Bei Flusskilometer 70 erreicht er den Distrikt Las Lomas in der Provinz Piura. Bei Flusskilometer 66 mündet die Quebrada Totoral von rechts in den Fluss. Diese ist wasserreicher, da sie über einen Tunnel mit Wasser des Río Quiroz gespeist wird. Nach weiteren anderthalb Kilometern befindet sich ein Wehr (⊙) am Flusslauf. Dort wird ein Teil des Flusswassers über den Canal Quiroz links abgeleitet. Der Río Chipillico fließt nördlich an der Ortschaft Chipillico vorbei und mündet in den Stausee der Talsperre San Lorenzo (⊙). Die Talsperre wurde bei Flusskilometer 53 errichtet. Unterhalb des Staudamms wird das meiste Wasser über den Canal Yuscay nach Südwesten abgeleitet. Der Unterlauf des Río Chipillico führt nur noch wenig Wasser. Der Río Chipillico fließt südlich an der Kleinstadt Las Lomas vorbei. Dort kreuzt die Nationalstraße 1N (Tambogrande–Macará) den Flusslauf. Der Río Chipillico durchquert das Tiefland jenseits der Ausläufer der Westkordillere, passiert bei Flusskilometer 5 die Ortschaft Riecito und mündet schließlich 5 km unterhalb der Talsperre Poechos in den in Richtung Südsüdwest strömenden Río Chira.

## Einzugsgebiet
Das natürliche Einzugsgebiet des Río Chipillico umfasst ein Areal von etwa 1160 km². Es wird im Norden und im Osten von dem Einzugsgebiet des Río Quiroz sowie im Süden von dem des Río Piura begrenzt.